# Gerald Green (Schriftsteller)
Gerald Green (* 1. Mai 1922 in Brooklyn, New York, als Gerald Greenberg; † 29. August 2006 in Norwalk im Fairfield County, Connecticut) war ein US-amerikanischer Schriftsteller.
Gerald Green absolvierte an der Columbia University sein Studium zum Journalismus. In seiner Studienzeit war er Mitglied in der akademischen Gemeinschaft Phi Beta Kappa. Während des Zweiten Weltkrieges diente er im amerikanischen Militär und kehrte anschließend nach Columbia zurück. Gerald arbeitete nach seiner Studienzeit als Korrespondent in Europa für das amerikanische Militärmagazin Stars and Stripes, bis er einer der ersten Nachrichtenschreiber des Fernsehsenders NBC wurde. Danach wurde er Mitglied der Today Show, wo er als Schreiber, Produzent und Direktor tätig war. 
1950 erschien sein erster Roman Majesty O’Keefe (1954 als Weißer Herrscher über Tonga verfilmt). 1956 wurde der Roman The Last Angry Man veröffentlicht, der seine Erfahrungen im Fernsehen und die Liebe zu seinem Vater widerspiegelt, der 1952 starb. Weitere Bücher von ihm sind The Sword, The Sun und The Hostage Heart. Bekannt wurde sein Roman Holocaust, der zur Grundlage wurde für die mit einem Emmy ausgezeichnete Fernsehserie Holocaust. 1978 wurde es in den USA uraufgeführt, 1979 in der BRD. Vorbild für die Romanfigur des Malers Karl Weiss war der deutsche Zeichner Leo Haas.

## Filmografie
- 1959: Der Zorn des Gerechten (The Last Angry Man)
- 1978: Holocaust
- 1981: Tod auf dem Campus (Kent State)
- 1985: Raoul Wallenberg (Wallenberg: A Hero's Story)
- 1988: Der Todesengel (Fatal Judgement)